# Birgittinessen

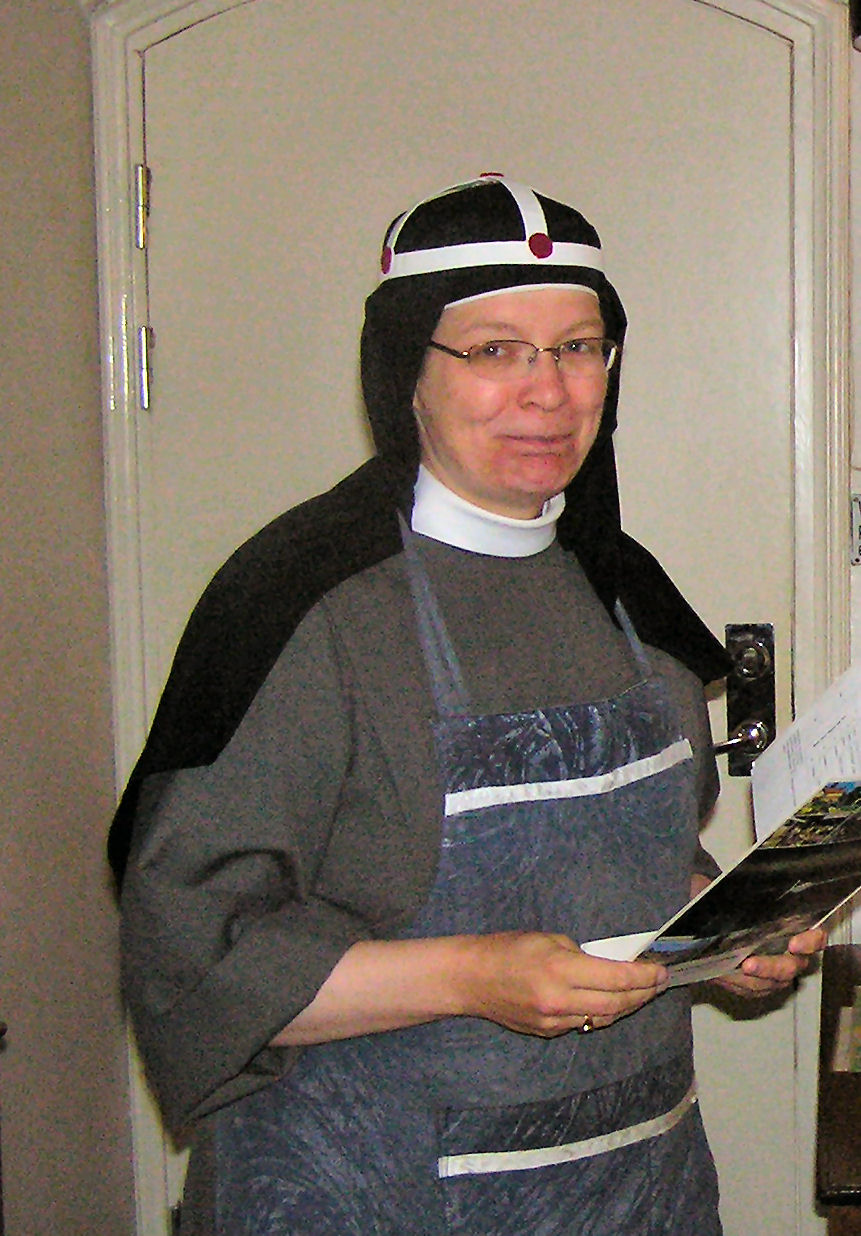
Birgittijner non uit Vadstena

Birgittinessen zijn de vrouwelijke leden van een kloosterorde die is gesticht door Birgitta van Zweden. De mannelijke leden zijn birgittijnen, maar die zijn er nauwelijks meer. De officiële naam is: Orde van de Allerheiligste Verlosser (OSSS). De oude orde heeft een sterk contemplatief karakter. Bezinning op het lijden van Christus maakt daar deel van uit en ook de hoop op verlossing, die daaruit voortvloeit. De zusters zijn slotzusters. Ze leven in afzondering. Het gebed voor de medemens is een belangrijk deel van hun opgave. Daarnaast proberen ze zoveel als mogelijk is zelfvoorzienend te zijn, waar werkzaamheden zoals land- en tuinbouw bij horen. Wel is het zo dat sommige birgittinessenkloosters ook gasten ontvangen.
De nieuwe tak, door Maria Hesselblad gesticht, heeft behalve contemplatie, ook apostolische kenmerken. Ze neemt actief deel aan de oecumenische discussie met andere geloofsrichtingen.
Het eerste birgittijnse klooster was de abdij van Vadstena, die in 1384 (Morris: St Birgitta of Sweden. Boydell Press 1999:161) gesticht werd. In de regel waren de birgittijnse abdijen dubbelkloosters. Deze traditie werd na het Concilie van Trente verlaten. Na die tijd is de mannelijke orde, die der birgittijnen, vrijwel verdwenen.
Een opvallend gebruik bij deze zusters is het dragen van de Birgittijnse kroon. Deze bestaat uit een zwarte sluier die verbonden is met een muts, waarop een witte band is gestikt die om het hoofd loopt, en een kruis van witte banden die over het hoofd loopt. Op de vijf knooppunten zijn rode stippen te zien, die de vijf wonden van Christus voorstellen. Het habijt van de zusters is grijs van kleur.

## Birgittijner abdijen
In de Nederlanden en omgeving hebben onder meer de volgende birgittijner abdijen bestaan:
- Dubbelabdij van Coudewater (Mariënwater of Maria ad Aquas Frigidas), te Rosmalen, opgericht in 1434.
- Vrouwenklooster Maria Refugie te Uden, in 1713, door de gevluchte zusters van de abdij van Coudewater. Dit klooster bestaat nog steeds en herbergt ook Museum Krona.
- Abdij Maria Hart te Weert, gesticht vanuit Uden in 1843. Deze abdij bestaat nog steeds.
- Abdij van Hoboken, gesticht door de gevluchte paters van de abdij van Coudewater, van 1657-1784.
- Abdij van Sint-Sixtus te Westvleteren, van 1615-1784. Een mannenklooster, met nevenvestigingen in Armentiers, Dowaai, Péruwelz, Senlis en Auxi-le-Château.
- Abdij Mariëntroon te Dendermonde, gesticht in 1466
- Abdij Maria Compassie, Brussel (1623-1784), waarvan de Brigittinenkerk het enige overblijfsel is.
- Abdij Mariënkamp te Kampen
- Abdij Mariënburg te Soest
- Abdij Marienbaum te Xanten
- Abdij Marienforst te Bad Godesberg

## Bekende birgittijnen
- Birgitta van Zweden, mystica en stichtster van de orde
- Catharina van Zweden (heilige), dochter van Birgitta
- Maria Elisabeth Hesselblad (1870-1957), zalig verklaard in 2000, stichtster van een nieuwe tak der birgittinessen
- Marie van Oss